# صفی‌الدین حلی

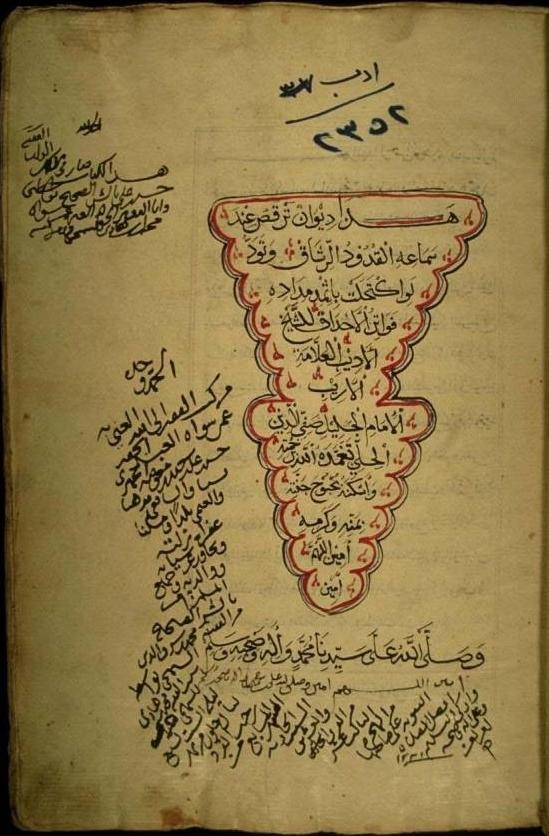
نام پرونده:Diwan Saffiy al-Din al Hilli.jpgتوضیحات: دیوان صفی الدین حلی به خط نسخ. این شاعر از شاعران برجسته زمان خود بود. نسخه نمایش داده شده با خط زیبای نسخ نوشته شده است، خطوط قاب و عناوین با مرکب قرمز ترسیم شده است.

صفی‌الدین حلی (۱۲۷۸-۱۳۴۹) (نسب: صفی‌ُالدّین عبدالعزیز بن سرایا بن علی حلّی طائی) شاعر عرب عراقی بود. به دولت ارتقی‌ها نزدیک بود و نزد نخستین و دومین امیر آنان جایگاهی داشت.  